# Altefähr
Altefähr è un comune situato sull'isola di Rügen, nel Mar Baltico appartenente al land Meclemburgo-Pomerania Anteriore (Meckenburg-Vorpommern) (nord-est del Paese).

È la prima città dell'isola di Rügen che si incontra provenendo dalla terraferma (un ponte la collega alla città anseatica di Stralsund).

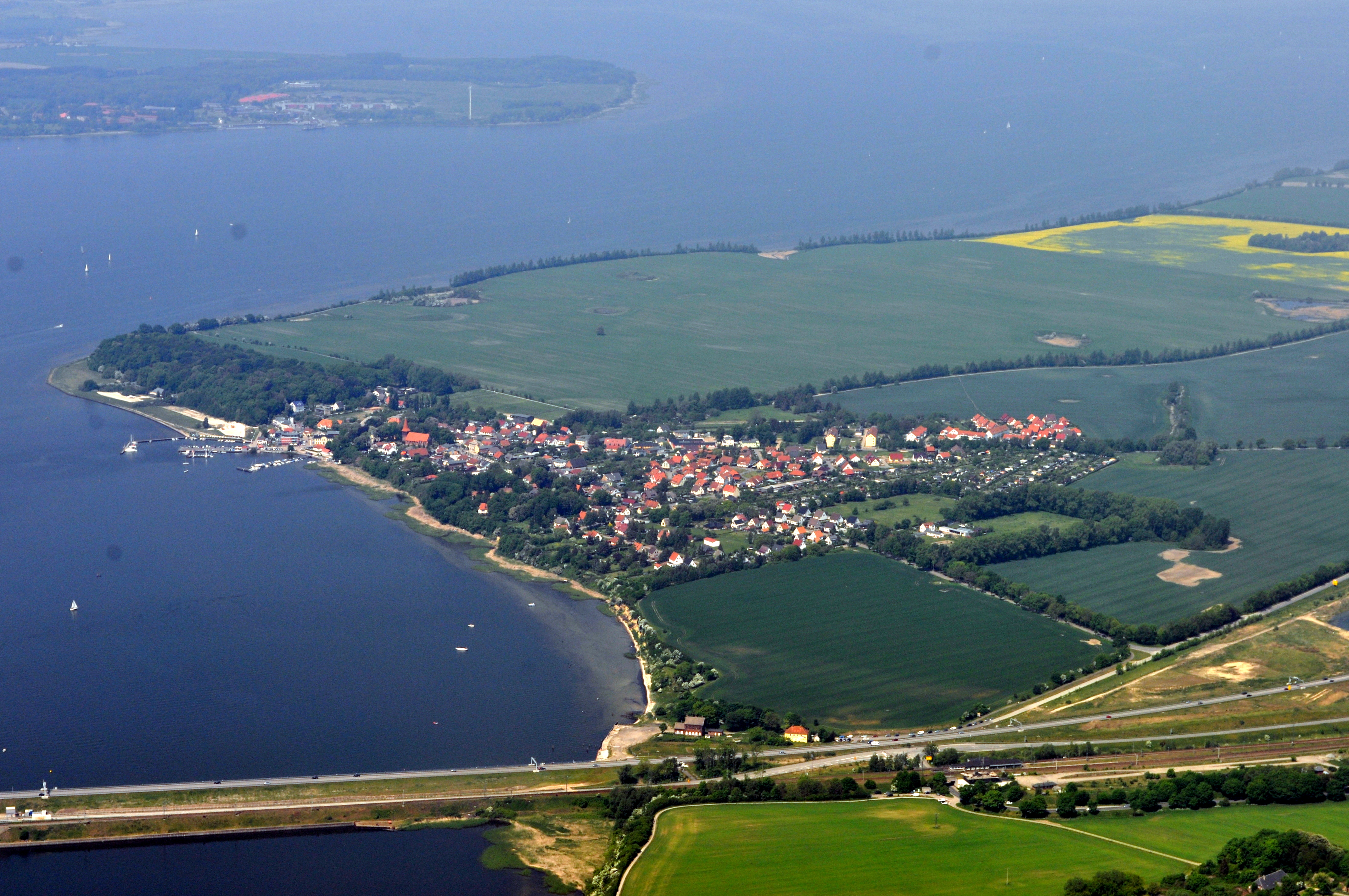
Altefähr (2011)

Appartiene al circondario (Landkreis) della Pomerania Anteriore-Rügen ed è parte della comunità amministrativa (Amt) di West-Rügen.

## Geografia fisica
La cittadina è situata nella parte meridionale dell'Isola di Rügen.

## Storia
La città è menzionata già nel 1249 come Oldevehr.

## Monumenti e luoghi d'interesse
Tra le attrattive di Altefähr figurano il lungomare e la chiesa di San Nicola del XV secolo.

## Geografia antropica

### Suddivisioni amministrative

#### Quartieri
Altefähr è suddivisa in 10 quartieri (Ortsteile):
- Barnkevitz
- Grahlhof
- Grahlerfähre
- Jarkvitz
- Klein Bandelvitz
- Groß Bandelvitz
- Kransdorf
- Poppelvitz
- Schlavitz
- Scharpitz.